# 118-я стрелковая дивизия (2-го формирования)
118-я стрелковая дивизия (2-го формирования) — формирование (соединение, стрелковая дивизия) РККА (ВС СССР) во время Великой Отечественной войны.
Сокращённое наименование — 118 сд.
Период вхождения в действующую армию: с 22 мая 1942 года по 10 апреля 1943 года.

## История
Дивизия формировалась с декабря 1941 по 10 января 1942 года на территории Шахунского района, как 315-я стрелковая дивизия (впоследствии переименована в 118-ю стрелковую дивизию) из призывников Костромской, Ярославской, Кировской и Горьковской областей. Формированием дивизии руководил командир дивизии полковник А. Я. Веденин и военный комиссар П. И. Петров. Дивизия была сформирована по штатам № 04/200 — 04/216.
В 118-ю стрелковую дивизию вошли:
- 398-й стрелковый полк — командир полковник П. Ф. Никонов;
- 463-й стрелковый полк — командир подполковник Н. П. Никулин;
- 527-й стрелковый полк — командир подполковник С. В. Стариков;
- 604-й артиллерийский полк — командир полковник А. И. Жемарцев;
- 283-й отдельный батальон связи, 282-й сапёрный батальон, 259-й медико-санитарный батальон, 191-й противотанковый дивизион, 87-й отдельный миномётный дивизион, отдельная зенитная артиллерийская батарея, полевая хлебопекарня, разведрота.

После того, как закончилось формирование частей, дивизия перешла в Резерв Верховного Главнокомандования и находилась в районе Красные Ткачи, Ярославской области. В мае дивизия была передана в подчинение командующего Московской зоны обороны и расположена в городе Солнечногорске.
В июне 1942 года получили приказ ещё ближе передвинуться к фронту — в Московскую область, в район Сенежского озера, на берегу которого раскинулся Солнечногорск.
Вскоре в дивизию прибыла инспекция Ставки во главе с Маршалом Советского Союза К. Е. Ворошиловым и в течение трёх суток всесторонне изучала готовность частей и подразделений дивизии.
15 ноября 1942 года дивизия была переведена на штаты № 04/300 — 04/314 и 04/371.
10 февраля 1943 года дивизия перешла на штаты № 04/550 — 04/562, 04/314 и 04/371.

### Боевой путь
18 июля 1942 года дивизия из резерва Главного Командования перешла в подчинение командующего 31-й армии Западного фронта. По дорогам и селам, только что освобождённым от врага, из Волоколамска шла к линии фронта 118-я стрелковая дивизия.
25 июля дивизия подошла к Ржеву сосредоточилась в районе реки Держа, при впадении её в Волгу. Позади, от Горького, остались полторы тысячи километров родной волжской земли, а впереди — снова Волга, в берега которой прочно вцепился ненавистный враг.
Боевое крещение, настоящее рождение дивизии началось со штурма укреплённого опорного пункта — Рождество. Оно господствовало над окружающей местностью и покрывало подступы к Волге между Ржевом и Зубцовым.
4 августа 1942 года дивизия начала первый бой. Первым двинулся в атаку 398-й стрелковый полк под командованием полковника Г. Ф. Никонова. В этом бою особенно отличился батальон капитана Токарева.
Дивизия вела непрерывные наступательные действия с 4 августа по 12 сентября. За 41 сутки было проведено 44 боя, освобождено 84 населённых пункта.
После месячного отдыха и пополнения личного состава дивизия заняла оборону в районе Белогурово, Табакова, Михеево и удерживала её до марта 1943 года. Командный пункт дивизии был развернут в Лесничество.
Принимал первое боевое крещение, артиллерийский полк обрушил десятки тонн смертоносного металла по фашистам и за два с половиной часа артиллерийской подготовки обеспечил прорыв вражеской обороны, которая укреплялась в течение семи месяцев и считалась гитлеровскими заправилами неприступной крепостью.
С прорывом обороны немцев дивизия заняла опорные пункты врага в деревне Рождество-Кульково. Были уничтожены все огневые точки противника и, несмотря на усиление налёта авиации противника и массированный обстрел со стороны левого берега Волги, артиллерийский полк своевременно занял боевой порядок в районе Давыдково-Соболево. Начал поддерживать огнём формирование дивизий Волги. Дивизия заняла на левом берегу плацдарм для дальнейшего наступления в районе Колесниково и др. населённых пунктов.
После пятимесячной обороны части дивизии в марте 1943 года вели бои в Ржевско-Вяземской операции.
2 марта 1943 года 118-я стрелковая дивизия первая на Западном фронте прорвала укреплённую полосу немцев под Ржевом, положив начало общему наступлению войск 31-й армии. За 18 суток в условиях весенней распутицы и бездорожья, дивизия прошла с боями около 180 км, освободив до 160 населённых пунктов, преодолев четыре водных преграды, способствовала освобождению городов Ржева и Сычёвки, участвовала в освобождении города Дорогобужа, пересекла важную магистраль Москва — Минск.
За боевые заслуги приказом Народного комиссара обороны СССР № 161 от 10 апреля 1943 года 118-я стрелковая дивизия была преобразована в 85-ю гвардейскую стрелковую дивизию.
Частям и подразделениям также была присвоена нумерация:
- 398-й полк преобразован в 249-й гвардейский стрелковый полк;
- 463-й полк преобразован в 251-й гвардейский стрелковый полк;
- 527-й полк преобразован в 253-й гвардейский стрелковый полк;
- 604-й артполк — в 188-й гвардейский артиллерийский полк.

Завершила войну как 85-я гвардейская стрелковая Рижская Краснознамённая дивизия.

## Состав
- 398-й стрелковый полк,
- 463-й стрелковый полк
- 527-й стрелковый полк,
- 604-й артиллерийский полк,
- 191-й отдельный истребительно-противотанковый дивизион,
- 94-я отдельная зенитная артиллерийская батарея,
- 132-я отдельная разведывательная рота,
- 282-й отдельный сапёрный батальон,
- 728-я отдельная рота связи (283-й отдельный батальон связи),
- 259-й отдельный медико-санитарный батальон,
- 488-я отдельная рота химической защиты,
- 191-я автотранспортная рота,
- 403-я полевая хлебопекарня,
- 866-й дивизионный ветеринарный лазарет,
- 1710-я полевая почтовая станция,
- 1049-я полевая касса Государственного банка[1],
- 144-я армейская штрафная рота,
- Отдельный стрелковый батальон,
- Отдельный пулемётный батальон

## Командование

### Командиры дивизии
- Веденин, Андрей Яковлевич (18.01.1942 — 13.09.1942), подполковник, с 4.02.1942 полковник (выбыл по ранению);
- Сухарев, Николай Фёдорович (14.09.1942 — 01.11.1942), подполковник;
- Веденин Андрей Яковлевич (02.11.1942 — 10.04.1943), полковник[5][6]

### Военные комиссары (с 9.10.1942 заместители командира дивизии по политической части)
- Петров Платон Иванович (27.01.1942 — 16.03.1943), старший батальонный комиссар, с 5.12.1942 полковник;
- Баранов Иван Иванович (01.04.1943 — 10.04.1943), подполковник[7]

### Начальники штаба дивизии
- Хатемкин Виктор Александрович (25.01.1942 — 08.06.1942), подполковник (снят по несоответствию);
- Осипов Олег Ливерович (08.06.1942 — 15.09.1942), подполковник (выбыл по ранению);
- Зайцев Пётр Феофанович (15.09.1942 — 10.04.1943), подполковник

### Начальник политотдела дивизии
- Захаренко Кирилл Евтихиевич (27.01.1942 — 10.04.1943), батальонный комиссар, с 6.12.1942 подполковник[7]

### Командиры полков
398 сп:
- Никонов Пётр Филиппович (28.01.1942 — 18.08.1942), полковник (выбыл по ранению);
- Фарафонов Михаил Степанович (18.08.1942 — 20.09.1942), капитан (выбыл по ранению);
- Базуткин Константин Иванович (20.09.1942 — 17.12.1942), полковник;
- Задябин Михаил Дмитриевич (17.12.1942 — 08.03.1943), майор (выбыл по ранению);
- Клочков Иван Маркович (08.03.1943 — 10.04.1943), майор

463 сп:
- Никулин Николай Петрович (20.01.1942 — 28.06.1942), майор;
- Цыбарев Семён Филиппович (28.06.1942 — 19.08.1942), майор (убит);
- Гудков Александр Григорьевич (19.08.1942 — 25.12.1942) майор (снят по несоответствию);
- Фарафонов Михаил Степанович (25.12.1942 — 10.04.1943) майор

527 сп:
- Стариков Сергей Васильевич (28.01.1942 — 28.05.1942), подполковник (умер);
- Балашов Андрей Николаевич (28.05.1942 — 22.08.1942), майор (отправлен в ШБ);
- Панин Константин Васильевич (22.08.1942 — 27.03.1943), майор (снят с должности);
- Кириенко Михаил Климентьевич (27.03.1943 — 10.04.1943), подполковник

604 ап:
- Жемарцев Александр Иванович (14.01.1942 — 14.02.1943), полковник (переведён на должность КАД);
- Лукьянов Анатолий Михайлович (14.02.1943 — 10.04.1943), подполковник

## Подчинение
| Дата            | Фронт (округ)                               | Армия               |
| --------------- | ------------------------------------------- | ------------------- |
| 01.01.1942 года | Московский военный округ                    |                     |
| 01.06.1942 года | Резерв Ставки ВГК (Московская зона обороны) |                     |
| 01.07.1942 года | Резерв Ставки ВГК                           | 4-я резервная армия |
| 01.08.1942 года | Западный фронт                              | 31-я армия          |
| 01.09.1942 года | Западный фронт                              | 29-я армия          |
| 01.10.1942 года | Западный фронт                              | 31-я армия          |

## Отличившиеся воины
За боевые подвиги и героические дела за годы войны в дивизии боевые награды получили 13662 солдата, офицера и генерала. Это 20 полководческих орденов и 557 орденов Славы I и II степени.

## Память
- Мемориал в районе села Погорелое Городище (Зубцовский район Тверской области) на шоссе Москва-Рига (М — 9, «Балтия»). На бетонном постаменте установлен гвардейский реактивный миномёт «Катюша». Надпись на каменной плите «Здесь 4 августа 1942 года воины 118 стрелковой дивизии совместно с другими частями Советской Армии совершили прорыв обороны немецко-фашистских войск»
- На 7-м километре от Риги на Бауском шоссе стоит каменный обелиск с надписью на русском и латышском языках: «С этого рубежа полки 29-й, 30-й, 85-й Гвардейской дивизий пошли на штурм врага и 15 октября 1944 года освободили Задвинье».
- В память о 85-й гвардейской дивизии, сформированной в Шахунье, названа одна из улиц города.